# Killing Gunther
Pour plus de détails, voir Fiche technique et Distribution.
Killing Gunther ou Mission Gunther au Québec et au Nouveau-Brunswick, est un film américain réalisé par Taran Killam (en), sorti en 2017.

## Synopsis
Gunther est un tueur à gages aussi arrogant qu'excentrique. Il est cependant le meilleur dans son « travail ». Cela agace fortement ses concurrents, qui tentent tant bien que mal de se faire une place. Ils vont alors s'associer pour l'éliminer et ainsi reprendre ses contrats. Malheureusement pour eux, Gunther a toujours une longueur d'avance.

## Fiche technique
Sauf indication contraire, les informations mentionnées dans cette section peuvent être confirmées par la base de données cinématographiques IMDb,  présente dans la section « Liens externes ».
- Titre original : Killing Gunther
- Titre de travail : Why We're Killing Gunther
- Réalisation et scénario : Taran Killam (en)
- Direction artistique : Cynthia E. Hill
- Décors : Ermanno Di Febo-Orsini
- Costumes : Reiko Kurumada et Ariana Preece
- Photographie : Blake McClure
- Montage : Adam Epstein
- Musique : Dino Meneghin
- Production : Taran Killam, Kim Leadford, Ash Sarohia, Steven Squillante

Coproduction : Charles M. Barsamian et Meghan Kozlosky
- Sociétés de production : Miscellaneous Entertainment, Rookfield Productions, StarStream Media et WWKG Productions
- Sociétés de distribution : Saban Films / Lionsgate Home Entertainment (États-Unis)
- Budget : n/a
- Pays d'origine :  États-Unis
- Langue originale : anglais
- Format : couleur
- Genre : comédie, action
- Durée : 93 minutes
- Dates de sortie[2] :
  - États-Unis : 22 septembre 2017 (en VOD) ; 20 octobre 2017 (sortie limitée)
  - France : 31 mai 2018 (sorti directement en DVD)

## Distribution
- Arnold Schwarzenegger (VF : Daniel Beretta) : Robert « Gunther » Bendik
- Cobie Smulders (VF : Adeline Moreau) : Lisa McCalla
- Hannah Simone (VF : Fily Keita) : Sanaa
- Allison Tolman (VF : Brigitte Aubry) : Mia
- Taran Killam (en) (VF : Guillaume Lebon) : Blake
- Steve Bacic (VF : Loïc Houdré) : Max
- Aaron Yoo (VF : Pierre Tessier) : Yong
- Bobby Moynihan (VF : Christophe Lemoine) : Donald « Donnie » Piznowki
- Scott McNeil (VF : Michel Vigné) : Cheyenne
- Peter Kelamis (en) (VF : Nicolas Marié) : Rahmat
- Amir Talai (VF : Jérémy Prévost) : Izzat
- Rebecca Olson : Trish
- Ryan Gaul (en) (VF : Emmanuel Lemire) : Barold
- Alex Duncan : Jewel
- Paul Brittain (en) (VF : Jean-Christophe Dollé) : Gabe
- Amitai Marmorstein (VF : Cédric Lemaire) : Nate

 Source et légende : version française (VF) sur RS Doublage

## Production

### Genèse et développement
Le projet est annoncé durant le festival de Cannes 2016, sous le titre de Why We're Killing Gunther. Le film est écrit et réalisé par Taran Killam, qui signe ici son premier long métrage. En juillet 2017, Saban Films acquiert les droits de distribution du film, alors rebaptisé Killing Gunther. La sortie américaine est ensuite annoncée pour le 20 octobre 2017.

### Attribution des rôles
En mai 2016, Arnold Schwarzenegger est annoncé dans le rôle-titre. Tatiana Maslany entre ensuite en négociations pour jouer dans le film mais doit finalement le décliner, occupée par d'autres projets. C'est aussi l'un des rares films avec Terminator et Batman et Robin où Schwarzenegger joue le rôle du méchant, alors qu'il incarne généralement le héros dans ses autres films.
Le réalisateur Taran Killam dirige ici sa compagne Cobie Smulders.

### Tournage
Le tournage débute en juillet 2016 à Vancouver,.